# Original Smile
Singles de SMAP
Hey Hey Ōki ni Maido Ari
(12 mars 1994) Ganbarimashō
(9 septembre 1994)
Original Smile, titré en majuscules ORIGINAL SMILE (オリジナル スマイル, trad. « Sourire original ») est le 
13e single du groupe japonais SMAP, sorti en 1994.

## Détails du single
Il sort le 6 juin 1994 sous format mini-CD single de 8 cm ; il atteint la 2e place du classement hebdomadaire des ventes de l'Oricon et reste classé à ce jour 18e single du groupe le mieux vendu selon l'Oricon.
Le single, écrit par Hiromi Mori, contient la chanson-titre, la chanson face-B Major ainsi que leurs versions instrumentales.
La chanson-titre, figurera sous une autre version sur le sixième album studio du groupe, SMAP 006 ~SEXY SIX~, qui sortira quatre mois plus tard. Elle figurera notamment sous sa version originale sur certaines et prochaines compilations du groupe telles que Smap Vest de 2001 et SMAP AID en 2011 ainsi que sous une version remixée (en même temps qu'un autre single du groupe Aoi Inazuma) sur 16e album studio du groupe SAMPLE BANG! (CD3) en 2003.
La chanson face B Major figurera quant à elle sur la compilation WOOL en 1997 et sous une version remaniée sur l'autre compilation pamS en 2001.

## Formation
- Masahiro Nakai (leader) : chœurs
- Takuya Kimura : chant principal
- Katsuyuki Mori : chant principal
- Goro Inagaki : chœurs
- Tsuyoshi Kusanagi : chœurs
- Shingo Katori : chœurs

## Liste des titres
Toutes les paroles sont écrites par Hiromi Mori.
| 1. | Original Smile (オリジナル スマイル) |  |
| 2. | Major                                |  |
| 3. | Original Smile (Intrumental)         |  |
| 4. | Major (Instrumental)                 |  |